# Hoti (Plav)
Pour les articles homonymes, voir Hoti.
Hoti (en serbe cyrillique : Хоти; en albanais: Hoti) est un village du nord-est du Monténégro, dans la municipalité de Plav.

## Démographie

### Évolution historique de la population
| 1948 | 1953 | 1961 | 1971 | 1981 | 1991 | 2003 |
| ---- | ---- | ---- | ---- | ---- | ---- | ---- |
| 361  | 419  | 488  | 491  | 440  | 414  | 169  |